# Merionoeda sumatrana
Merionoeda sumatrana là một loài bọ cánh cứng trong họ Cerambycidae.